# Fuorigioco (calcio)
Nel gioco del calcio, il fuorigioco (in inglese offside) è la posizione in cui può trovarsi un calciatore sul terreno di gioco. 
La posizione di fuorigioco non costituisce di per sé un'infrazione, ma il calciatore che vi si trovi non può prendere parte attiva al gioco, pena l'interruzione del gioco e l'assegnazione alla squadra avversaria di un calcio di punizione indiretto. Il fuorigioco è disciplinato alla Regola 11 del Regolamento del gioco del calcio.

## Posizione di fuorigioco

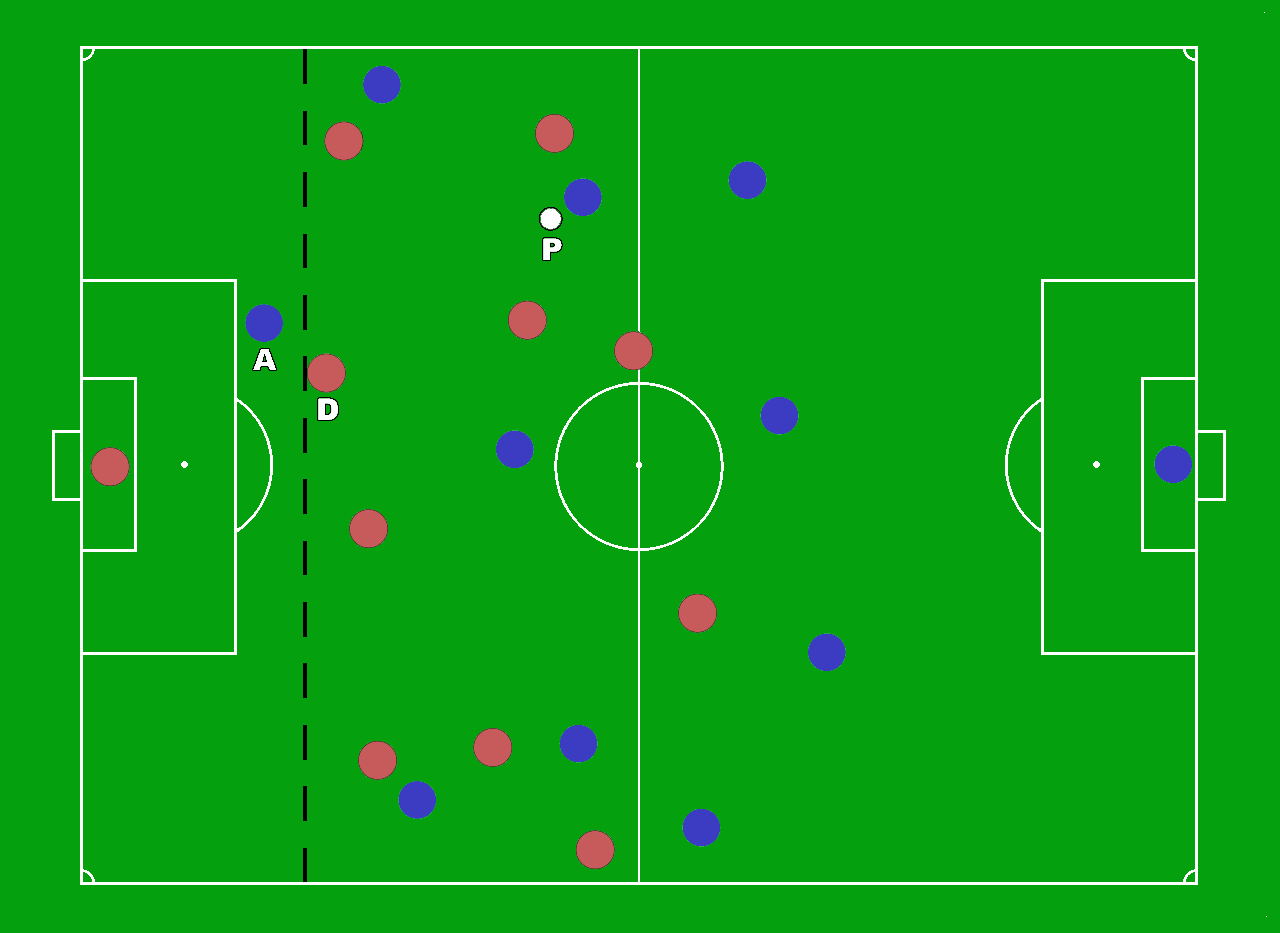
Esempio di posizione di fuorigioco
il calciatore attaccante (A) della squadra blu è in posizione di fuorigioco poiché più vicino alla linea di porta avversaria (a sinistra) sia rispetto al pallone (P), sia rispetto al penultimo calciatore difendente avversario (D), la cui posizione rispetto alla linea di porta stessa è a sua volta evidenziata dalla linea tratteggiata.

Un calciatore è in posizione di fuorigioco quando una qualsiasi parte del suo corpo, escluse braccia e mani, si trova nella metà campo avversaria ed è più vicina alla linea di porta avversaria sia rispetto al pallone, sia rispetto al penultimo giocatore difendente avversario; tale penultimo avversario può essere anche il portiere, se un compagno di questi è più vicino di lui alla linea di porta. Un calciatore viceversa non è in posizione di fuorigioco se si trova in linea col penultimo avversario o con gli ultimi due avversari.
La regola specifica espressamente che la posizione si determina nella metà campo avversaria «esclusa la linea mediana»: pertanto il calciatore che con una parte del corpo si trovi esattamente sopra la linea mediana del terreno di gioco è considerato come situato nella propria metà campo, ossia ai fini del fuorigioco in posizione regolare anche qualora sussistano tutte le altre condizioni. Tale precisazione deriva a sua volta dalla Regola 1 sul terreno di gioco: questa stabilisce infatti che tutte le linee di segnatura sono parte dell'area che esse delimitano, perciò la linea mediana per propria natura appartiene contemporaneamente a entrambe le metà del terreno di gioco, il che ha reso necessario specificare come vada considerata ai fini del fuorigioco.
È possibile che più giocatori della squadra attaccante si trovino contemporaneamente in posizione di fuorigioco; in tal caso, fermi restando i punti di riferimento stabiliti dalla regola, essi saranno tutti egualmente a rischio di infrazione a prescindere dalla posizione tra loro.
Non essendo la posizione di fuorigioco di per sé un'infrazione, l'arbitro non può interrompere il gioco né sanzionare un calciatore solo perché quest'ultimo si trova in tale posizione.

## Infrazione di fuorigioco

### Regola generale
Un calciatore che si trovi in posizione di fuorigioco commette infrazione di fuorigioco se, dopo che un suo compagno ha toccato il pallone, è coinvolto nel gioco in uno dei seguenti modi: 
1. tocca il pallone;
2. interferisce con un avversario:
  - ostruendo la sua linea di visione per impedirgli di giocare il pallone;
  - contendendogli il pallone;
  - tentando chiaramente di giocare il pallone a lui vicino quando tale azione impatta sull'avversario;
  - facendo un’evidente azione che chiaramente impatti sulla capacità dell’avversario di giocare il pallone;
3. trae vantaggio dalla propria posizione, cioè gioca il pallone che gli giunga rimbalzato da un palo, da una traversa, da una bandierina d'angolo o involontariamente da un avversario o dall'arbitro.

### Giocata deliberata
Nel caso in cui un calciatore in posizione di fuorigioco riceva il pallone a seguito di una giocata deliberata da parte di un avversario, incluso il caso in cui questi lo tocchi con mani/braccia, non è considerato come se avesse tratto vantaggio dalla propria posizione, a meno che il difendente non abbia compiuto un "salvataggio".
Una “giocata deliberata” (escluso un contatto mano-pallone deliberato) si ha quando un calciatore ha il controllo del pallone con la possibilità di:
- passare il pallone a un compagno;
- guadagnare il possesso del pallone;
- rilanciare il pallone (ad esempio, calciandolo o colpendolo di testa).

Se il passaggio, il tentativo di guadagnarne il possesso o il rilancio del calciatore in controllo del pallone è impreciso o non ha successo, ciò non annulla il fatto che il calciatore abbia giocato deliberatamente il pallone.
Per "salvataggio", ovvero un'azione non considerata giocata deliberata, si intende quello del portiere che para un tiro diretto in porta o quello di un difendente che, per interromperne o tentare di interromperne la traiettoria, tocca il pallone che sta andando dentro o molto vicino alla porta.

### Casi particolari
Ai fini dell'infrazione, la posizione di fuorigioco va sempre calcolata al momento del passaggio del compagno: per esempio, se un calciatore calcia il pallone verso un proprio compagno che in quel momento si trova in posizione regolare, l'arbitro non dovrà sanzionare il fuorigioco anche se chi riceve il pallone nel frattempo si fosse spostato in posizione di fuorigioco; viceversa, se un calciatore passa il pallone a un proprio compagno e quest'ultimo è già in posizione di offside nell'istante d'inizio del passaggio, il fuorigioco dovrà essere sanzionato anche se chi riceve il pallone nel frattempo fosse arretrato in posizione regolare (quest'ultima infrazione è detta anche fuorigioco di rientro).
Se un calciatore in posizione di fuorigioco subisce da un avversario un fallo o una scorrettezza prima di venire coinvolto nel gioco, l'arbitro dovrà in ogni caso sanzionare tale fallo o scorrettezza secondo la Regola 12, anche se il giocatore in questione subito dopo ha commesso infrazione di fuorigioco. Viceversa, se un giocatore subisce il fallo o la scorrettezza dopo aver commesso infrazione di fuorigioco, quest'ultima avrà la precedenza e perciò l'arbitro dovrà sanzionarla.
Se un calciatore lancia il pallone in direzione di un proprio compagno che si trova in posizione irregolare e durante la traiettoria il pallone viene deviato da un calciatore difendente, il calciatore in offside commette infrazione di fuorigioco soltanto se tale deviazione è stata involontaria; viceversa, se il difendente gioca il pallone volontariamente, il calciatore in fuorigioco che tocchi il pallone subito dopo di lui non sarà considerato aver tratto vantaggio e quindi non sarà sanzionato. Qualora però tale giocata volontaria del difendente avvenga nel chiaro tentativo di sventare una rete (cioè se egli effettua un cosiddetto "salvataggio") e il pallone pervenga successivamente a un attaccante in posizione irregolare, quest'ultimo sarà comunque sanzionato per infrazione di fuorigioco.

### Eccezioni
Un calciatore in posizione di fuorigioco non commette infrazione qualora riceva il pallone direttamente da un compagno:
- su rimessa dalla linea laterale;
- su calcio di rinvio;
- su calcio d'angolo.

Fra tali eccezioni può apparire superflua l'inclusione del calcio d'angolo, date le modalità di esecuzione proprie di quest'ultimo: infatti poiché l'area d'angolo ha il raggio di un metro, nell'istante della battuta il pallone potrà in ogni caso distare non più un metro dalla linea di porta avversaria; pertanto è assai improbabile, anche se in teoria non del tutto impossibile, che su battuta di calcio d'angolo qualcuno degli altri giocatori della squadra attaccante si trovi più vicino alla linea di porta rispetto al pallone, e quindi in posizione di fuorigioco.

## Disposizioni arbitrali e ripresa del gioco
A partire dalla categoria Promozione e in tutte quelle superiori, il controllo sul fuorigioco è demandato ai due assistenti arbitrali i quali, con la propria bandierina, devono immediatamente segnalare all'arbitro l'avvenuta infrazione.
Quando l'arbitro sanziona un'infrazione di fuorigioco, interrompe il gioco ed assegna un calcio di punizione indiretto in favore della squadra avversaria; tale calcio di punizione dovrà essere battuto dal punto in cui il calciatore in posizione irregolare si trovava al momento del passaggio del compagno. Il punto in questione, poiché la regola generale specifica che ci si può trovare in fuorigioco con "una qualsiasi parte del corpo" (escluse braccia e mani), potrà anche trovarsi nella metà campo del calciatore che ha commesso l'infrazione.
L'infrazione di fuorigioco non può comportare né ammonizione né espulsione per il calciatore che l'ha commessa a meno che quest'ultimo, nella medesima fase di gioco, non abbia commesso anche un fallo o una scorrettezza passibile di ammonizione o espulsione in base alla Regola 12. In tal caso, l'arbitro punirà tecnicamente l'infrazione di fuorigioco, in quanto avvenuta prima, e disciplinarmente il fallo commesso dal calciatore in fuorigioco.

## Scorrettezze inerenti al fuorigioco
Se un giocatore difendente esce volontariamente dal terreno di gioco per mettere in posizione di fuorigioco un attaccante avversario, l'arbitro lascerà che il gioco prosegua per il vantaggio e alla prima interruzione di gioco ammonirà il difendente per aver abbandonato il terreno di gioco senza il permesso dell'arbitro. Se nel frattempo la squadra attaccante ha segnato una rete, questa è valida. Se l'uscita dal terreno di gioco è stata involontaria, il difendente in questione sarà considerato come giacente sulla propria linea di porta o su una linea laterale nel punto a lui più vicino (cioè la sua posizione non determinerà fuorigioco avversario).
Di contro, ad un attaccante in posizione di offside è permesso uscire intenzionalmente dal terreno di gioco per non prendere parte al gioco ed evitare così il rischio di commettere infrazione; tuttavia, qualora egli vi rientri senza l'autorizzazione dell'arbitro prima della successiva interruzione di gioco, sarà ammonito.
Se un calciatore segna una rete mentre un suo compagno si trova all'interno della porta avversaria, le rete sarà convalidata qualora il compagno che è entrato in porta rimanga immobile; se questi invece con la voce o con i gesti ha ostacolato o disturbato un avversario, la rete non sarà convalidata, egli sarà ammonito per comportamento antisportivo e la gara verrà ripresa con una rimessa da parte dell'arbitro dal punto in cui si trovava il pallone al momento dell'interruzione.

## Storia del fuorigioco
La prima definizione della regola del fuorigioco è datata 1859 e riportata nelle Sheffield Rules, ovvero la prima bozza di regolamento calcistico ideato da Nathaniel Creswick e William Prest e definito per normare le partite della regione inglese di Sheffield e delle Midlands. L’offside – termine inglese che indica il fuorigioco nelle competizioni internazionali – è stato per la prima volta disciplinato nel “Regolamento del gioco del calcio” di Football Association Board (IFAB) l’8 dicembre 1863. Originariamente elencato come regola 6 di tale codice, il suo testo recitava:
“Quando un giocatore ha calciato il pallone, ogni giocatore della sua squadra che si trovi più vicino di lui alla porta avversaria è fuori gioco e non può né toccare la palla né impedire agli avversari di toccarla fino a quando uno di essi non lo abbia fatto: nessun giocatore è in fuorigioco se la palla viene calciata da un punto posto dietro la linea di porta”.
Il fuorigioco fu successivamente codificato nel 1864 al momento della stesura del primo regolamento ufficiale della storia del calcio. Inizialmente si prevedeva che fra il giocatore che riceveva un passaggio e la porta avversaria vi fossero perlomeno 4 giocatori avversari. L'origine della regola sta nel fatto che si voleva evitare che uno o più attaccanti attaccassero da tergo il difensore che giocava la palla. Nel 1866 il fuorigioco passò da 4 a 3 uomini e dal 1907 si iniziò a sanzionare questa infrazione solo se il giocatore si trovava nella metà campo avversaria.
Nel 1924, venne introdotto il concetto di fuorigioco passivo («Non è in fuorigioco il giocatore che non interferisce con un avversario o con il gioco»).
La modifica che più ha influenzato la storia del calcio (proposta per primo nel 1925 dall'allora tecnico del Newcastle) è senz'altro quella del 1926, con la quale si passò dal fuorigioco a 3 a quello a 2 giocatori. Questa variazione, volta ad aumentare la spettacolarità del gioco, sortì gli effetti desiderati e il numero di reti aumentò decisamente. Questa rivoluzione regolamentare ne determinò un'altra dal punto di vista tattico: l'esigenza di rafforzare la difesa spinse Herbert Chapman, allenatore dell'Arsenal, a inventare un nuovo modulo di gioco che gli permise di guidare la squadra londinese a vincere due titoli nazionali. Il WM (anche detto Chapman system o semplicemente il Sistema), come venne battezzato, andò a sostituire la piramide (tattica coniata nei college dell'Università di Cambridge e sino ad allora universalmente diffusa) e ben presto sopravanzò anche il WW (anche detto il Metodo), diffusosi nello stesso periodo nell'Europa continentale ad opera degli amici e rivali Vittorio Pozzo e Hugo Meisl, allenatori rispettivamente dell'Italia e dell'Austria. La più geniale trovata del Sistema consistette nell'arretramento del centromediano, che, a differenza del centromediano del Metodo (detto perciò "centromediano metodista"), perdeva così i suoi compiti di rilancio dell'azione per dedicarsi a marcare il centravanti avversario, in modo da controbilanciare lo svantaggio numerico in fase difensiva.
La formulazione della regola secondo cui un calciatore si trova in posizione di fuorigioco se una parte qualsiasi del suo corpo, escluse le braccia e le mani, è più vicina alla linea di porta avversaria sia rispetto al pallone sia rispetto al penultimo difendente, è recente, in quanto fino alla stagione 2004-05 in Serie A era necessario che passasse una "luce" fra i due corpi, ovvero un calciatore si trovava in posizione di fuorigioco solamente se fra lui e il penultimo difendente passasse della luce, e quindi ci fosse dello spazio vuoto, ferma restando la distanza dell'attaccante rispetto alla linea di porta avversaria.
Negli anni 2010 — in seguito alle numerose polemiche sorte circa gli errori arbitrali nel segnalare il fuorigioco — fu avanzata l'ipotesi di abolire la regola, sebbene nel decennio a venire non sia stato adottato alcun provvedimento in tal senso.
In occasione del torneo olimpico di Londra 2012, la spiegazione del fuorigioco fu riportata sul retro di una moneta per facilitarne la comprensione presso gli spettatori.